# Desastre aéreo de Munique
O desastre aéreo de Munique ocorreu em 6 de fevereiro de 1958, quando o voo 609 da British European Airways caiu em sua terceira tentativa de decolar de uma pista coberta de neve derretida no aeroporto de Munique-Riem, Alemanha Ocidental. A aeronave transportava o time de futebol Manchester United, apelidado de "Busby Babes", junto com torcedores e jornalistas. Havia 44 pessoas a bordo, 20 das quais morreram no local. Os feridos, alguns inconscientes, foram levados para o Hospital Rechts der Isar em Munique, onde mais três morreram, resultando em 23 vítimas fatais com 21 sobreviventes.
A equipe estava voltando de uma partida da Copa da Europa em Belgrado, na Iugoslávia, tendo eliminado a Estrela Vermelha de Belgrado para avançar para as semifinais da competição. O vôo parou para reabastecer em Munique porque um voo sem escalas de Belgrado para Manchester estava fora do alcance do Airspeed Ambassador da classe "Elizabetana". Após o reabastecimento, os pilotos James Thain e Kenneth Rayment abortaram duas vezes a decolagem por causa do impulso do motor esquerdo. Temendo que eles ficassem muito atrasados, o capitão Thain rejeitou uma pernoite em Munique em favor de uma terceira tentativa de decolagem. Apesar de o motor apresentar falhas na aceleração, Thain acreditava que a pista era comprida o suficiente para o avião alcançar a velocidade necessária para conseguir decolar. Naquela época, a neve estava caindo, causando a formação de uma camada de lama no final da pista. Durante a terceira tentativa, depois de passar pela neve derretida, a aeronave perdeu velocidade e não conseguiu decolar, em vez disso passou por uma cerca além do final da pista e a asa esquerda foi arrancada quando atingiu uma casa. Temendo que a aeronave explodisse, Thain começou a evacuar os passageiros enquanto o goleiro do Manchester United, Harry Gregg, ajudava a retirar os sobreviventes dos destroços.
Uma investigação das autoridades aeroportuárias da Alemanha Ocidental culpou Thain, dizendo que ele não descongelou as asas da aeronave, apesar de declarações de testemunhas oculares indicando que o degelo era desnecessário. Mais tarde, foi estabelecido que o acidente foi causado pela neve derretida na pista, o que reduziu a velocidade do avião demais para permitir a decolagem. Thain foi inocentado em 1968, dez anos após o incidente.
O Manchester United pretendia se tornar o terceiro clube a ganhar três títulos consecutivos da Liga de Futebol Inglesa; eles estavam seis pontos atrás do líder da Liga, Wolverhampton Wanderers, com 14 jogos ainda pela frente. Eles também conquistaram  o FA Charity Shield e haviam acabado de avançar para a segunda semifinal consecutiva da Copa da Europa. O time não perde há 11 partidas. A queda não apenas atrapalhou as ambições da equipe pelo título naquele ano, mas também destruiu o núcleo do que prometia ser uma das maiores gerações de jogadores da história do futebol inglês. Demorou dez anos para o clube se recuperar após a tragédia. Busby reconstruiu a equipe e venceu a Copa da Europa em 1968 com uma nova geração de "Babes".

## Vítimas fatais

### Tripulação
- Capitão Kenneth "Ken" Rayment, co-piloto. Sobreviveu, mas sofreu ferimentos múltiplos e morreu no hospital cinco semanas depois, devido a danos cerebrais.

### Passageiros
Jogadores do Manchester United
- Geoff Bent
- Roger Byrne
- Eddie Colman
- Duncan Edwards (sobreviveu ao acidente, mas morreu no hospital 15 dias depois)
- Mark Jones
- David Pegg
- Tommy Taylor
- Billy Whelan

Equipe do Manchester United
- Walter Crickmer, secretario do clube
- Tom Curry, estagiario
- Bert Whalley, chefe da comissao tecnica

Jornalistas
- Frank Swift, News of the World (também ex- goleiro da Inglaterra e do Manchester City; morreu a caminho do hospital)
- Donny Davies, Manchester Guardian

Outros
Além dos citados, também faleceram outras 9 pessoas no acidente, entre tripulantes e outros passageiros anônimos.

## Sobreviventes

### Tripulação
- George William "Bill" Rodgers, oficial de rádio (falecido em 1997) [8]
- Captain James Thain, piloto (falecido em 1975) [9]

### Passageiros
Jogadores do Manchester United
- Johnny Berry (nunca jogou novamente, falecido em 1994)[10]
- Jackie Blanchflower (nunca jogou novamente, falecido em 1998)[11]
- Bobby Charlton (falecido em 2023)
- Bill Foulkes (falecido em 2013)[12]
- Harry Gregg (falecido em 2020)[13]
- Kenny Morgans (falecido em 2012)[14]
- Albert Scanlon (falecido em 2009)[15]
- Dennis Viollet (falecido em 1999)[16]
- Ray Wood (falecido em 2002)[17]

Equipe do Manchester United
- Matt Busby, treinador (falecido em 1994)[18]

Jornalistas e fotógrafos
- Frank Taylor,Jornalista do News Chronicle  (falecido em 2002)[19]

Outros
8 passageiros sobreviveram, entre tripulação e anônimos, além dos mencionados.